# تويودا سويمو
تويودا سويمو (باليابانية: 豊田副武)‏ (22 مايو 1885 في كيتسوكي، أويتا - 22 سبتمبر 1957 في طوكيو) ضابط من اليابان.